# Fausto Veranzio
Fausto Veranzio (croate : Faust Vrančić; latin : Faustus Verantius; hongrois et latin vernaculaire: Verancsics Faustus),, né à Sebenico dans la république de Venise vers 1551 et mort à Venise le 17 janvier 1617, est un polymathe et un évêque de la république de Venise.

## Biographie

### Histoire familiale

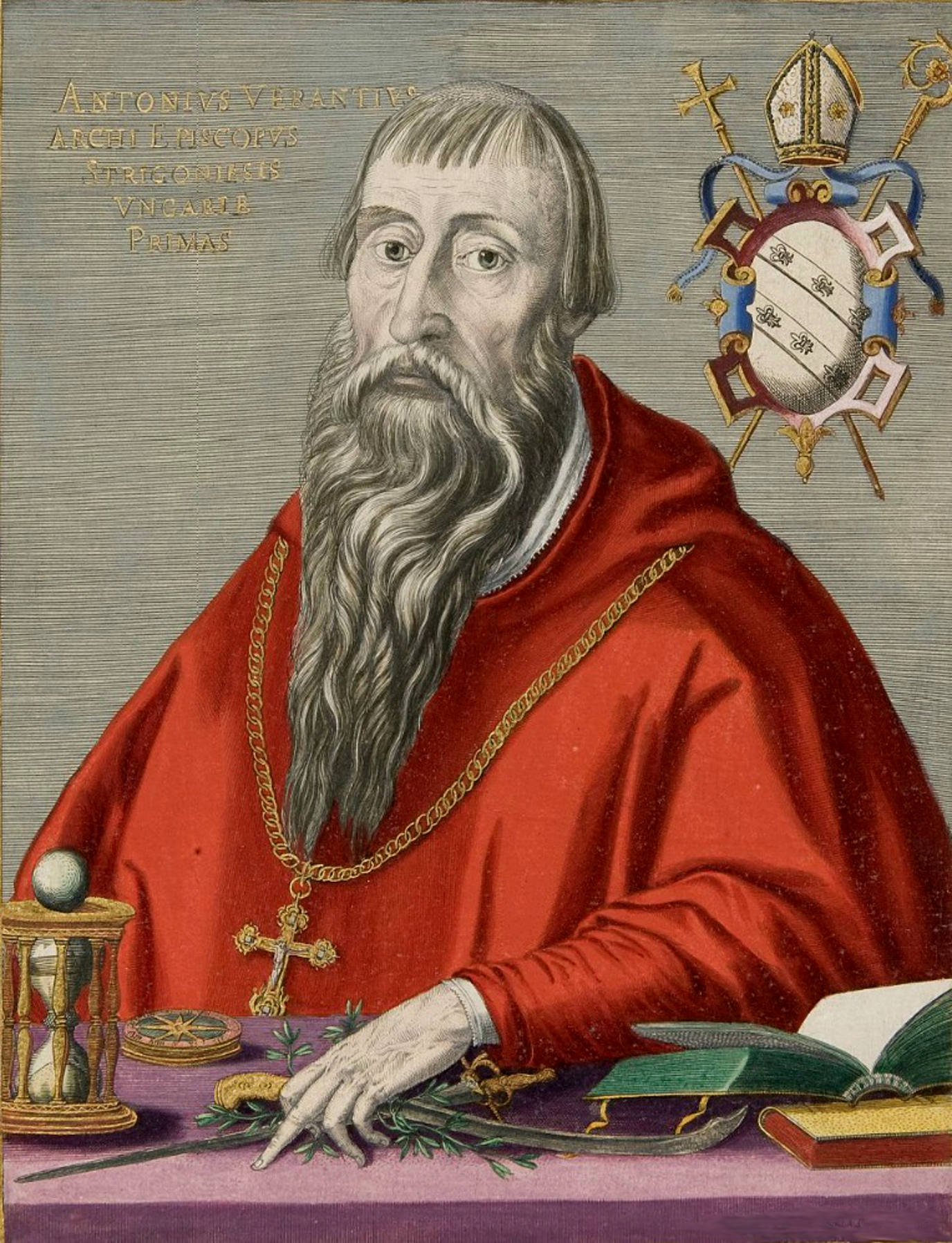
L'oncle de Fausto, Antonio, gravé par Martin Rota.

Fausto nait à Sebenico, à l'époque dans la république de Venise, dans la famille des comtes Veranzio (qui devient plus tard la famille Draganić, les comtes Draganić-Vrančić (Veranzio), une famille d'écrivains.
Il est le fils de Michele Veranzio, un poète latin, et le neveu d'Antonio Veranzio (croate : Antun Vrančić), archevêque d'Esztergom (1504–1573), un diplomate, en relation avec Érasme (1465–1536), Philippe Mélanchthon (1497–1560) et Nikola Šubić Zrinski (1508–1566). Il emmène Fausto avec lui lors de ses voyages en Hongrie et en république de Venise.
La mère de Fausto est de la maison Berislavić. Son frère, Giovanni, meurt jeune au combat.

### Éducation et activité politique
Veranzio est intéressé dans sa jeunesse par la science. Enfant, il déménage à Venise pour y faire sa scolarité puis à Padoue pour rejoindre l'université où il étudie le droit, la physique, l'ingénierie et la mécanique.
À la cour de Rudolf II dans le château de Hradčany à Prague, Veranzio est le chancelier de la Hongrie et de la Transylvanie. Il est souvent en contact avec Johannes Kepler et Tycho Brahe.
Après la mort de sa femme, Veranzio quitte la Hongrie. Il reçoit en 1598 le titre d'Episcŏpus Csanadiensis in partibus. En 1609, de retour à Venise, il rejoint l'ordre des Barnabites et se consacre à l'étude des sciences.
Veranzio meurt en 1617 à Venise et est enterré en Dalmatie près de la maison de campagne de la famille, sur l'île de Prvić, dans la mer Adriatique.

## Polymathe et inventeur
L'œuvre la plus importante de Veranzio, Machinae Novae (Venise, 1595), contient 49 planches décrivant 56 machines, des outils et des concepts techniques. Deux versions existent, une avec le Declaratio en latin et en italien, l'autre en trois autres langues. Seules quelques copies ont survécu et aucune n'a le texte complet dans les cinq langues. Le livre est écrit en italien, en espagnol, en français et en allemand. Veranzio écrit sur l'eau, sur l'énergie solaire, sur l'horloge universelle (Planches 6–7), sur différents types de moulin, sur des machines agricoles, sur différents types de ponts construits avec différents matériaux, sur des machines pour nettoyer la mer, sur différents types de voitures, sur l'Homo Volans (planche 38) un ancêtre du parachute. Il est à l'origine de l'idée de l'utilisation de presses rotatives (planche 40).  
Malgré la rareté de ses livres (Veranzio publie à ses frais et arrête la publication par manque de fonds), le Machinae Novae est l'œuvre qui fait connaitre Veranzio. Ces dessins sont même réimprimés quelques années plus tard et publiés en Chine.

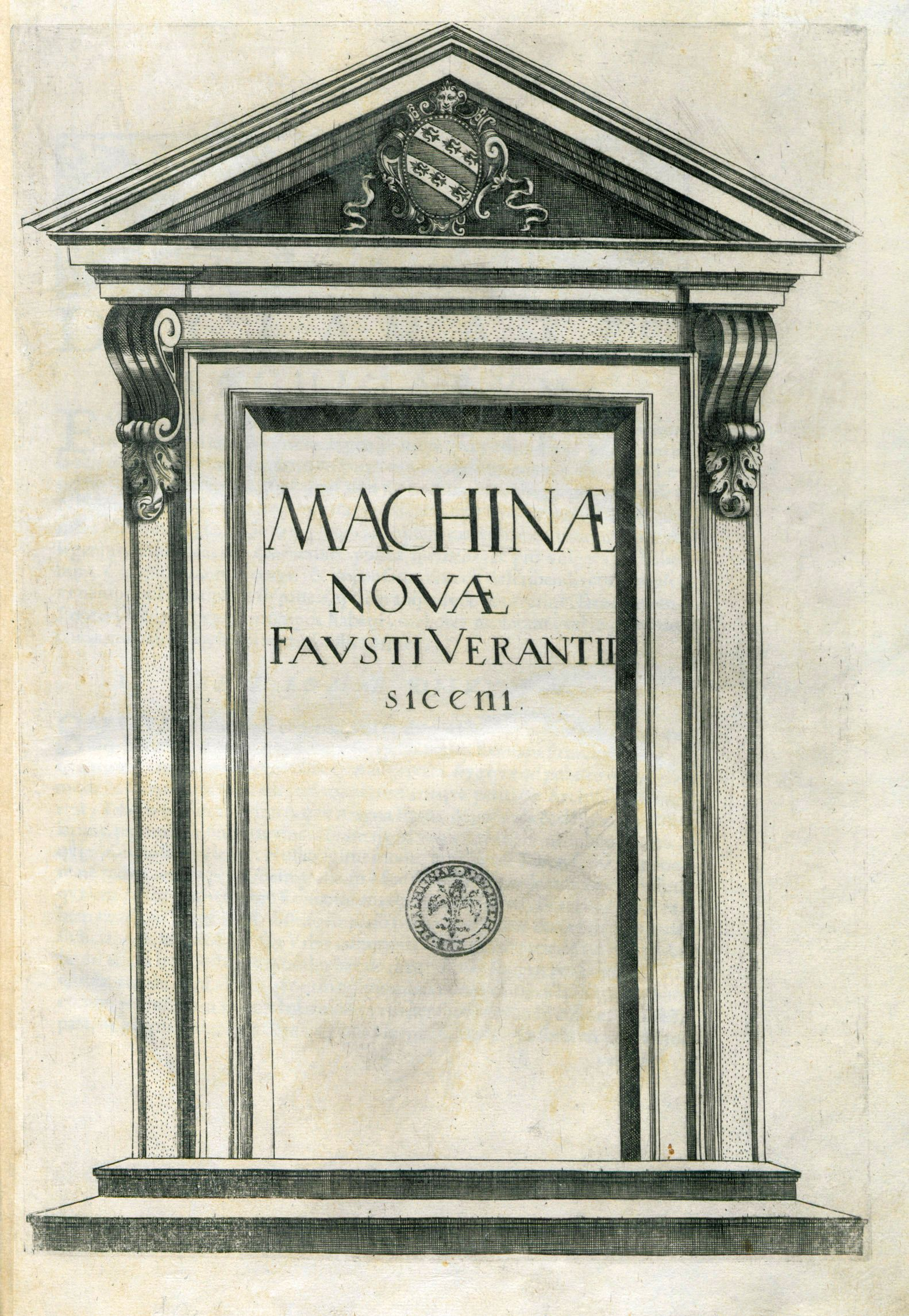
Frontispice de Machinae novae, 1615.
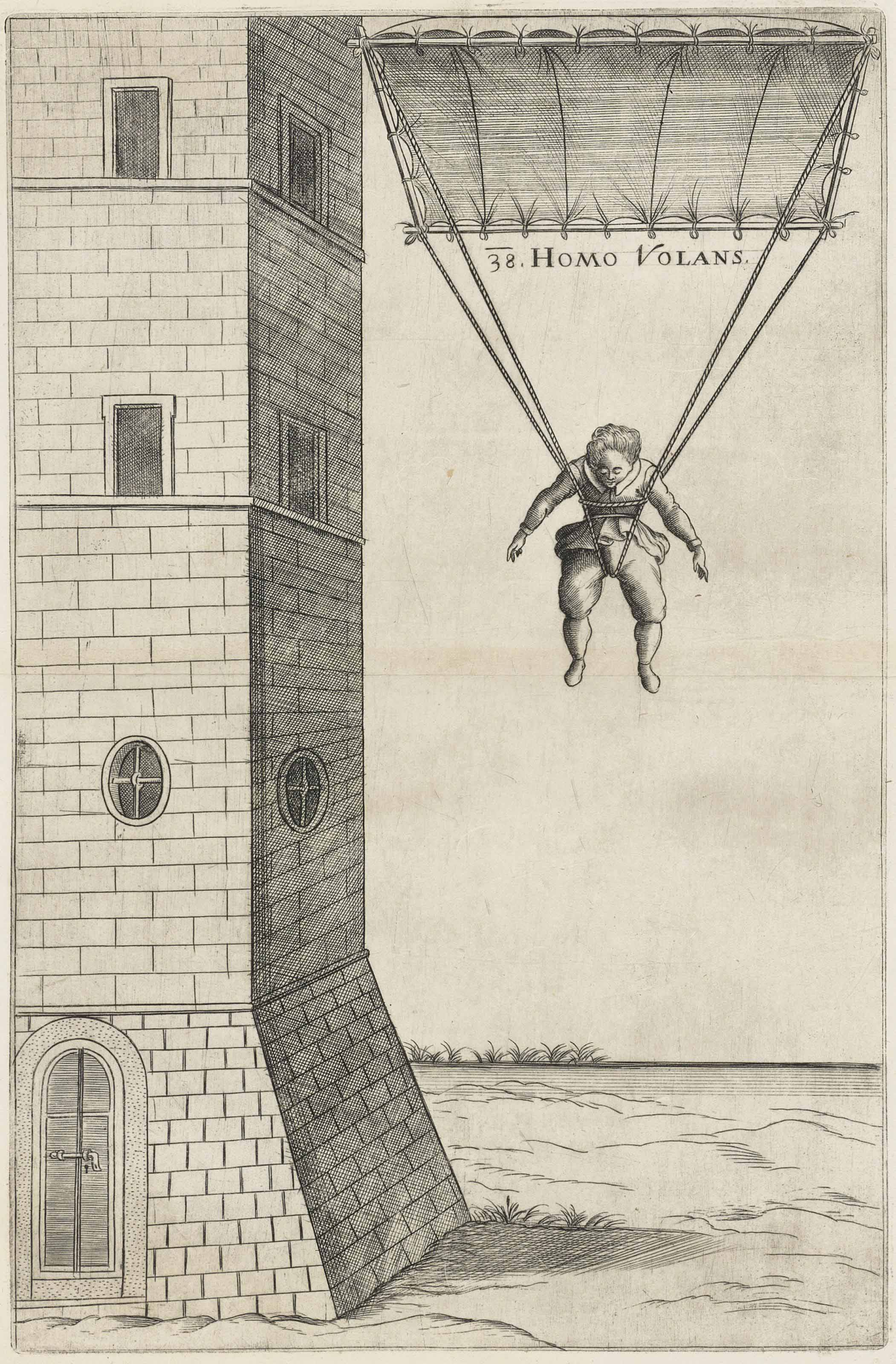
Machinae novae, 1616, pl. 38 : Homo volans.